# Into the Woods (film)
Into the Woods är en amerikansk musikal-fantasyfilm från 2014 i regi av Rob Marshall. Filmen bygger på Broadway-musikalen med samma namn och har adapterats av James Lapine som även skapade förlagan tillsammans med Stephen Sondheim. I rollerna finns bland andra Meryl Streep, Emily Blunt, James Corden, Anna Kendrick, Chris Pine och Johnny Depp.
Inför Oscarsgalan 2015 nominerades filmen i tre kategorier: Bästa scenografi, Bästa kostym och Meryl Streep nominerades som bästa kvinnliga biroll. Vid Golden Globe-galan 2015 nominerades filmen också i tre kategorier: Bästa film - musikal eller komedi och Emily Blunt nominerades som Bästa kvinnliga huvudroll - musikal eller komedi och Meryl Streep nominerades även här till Bästa kvinnliga biroll.

## Rollista i urval
| Karraktär           | Skådespelare       | Svensk röst (2023)  |
| ------------------- | ------------------ | ------------------- |
| Häxan               | Meryl Streep       | Charlott Strandberg |
| Bagerens hustru     | Emily Blunt        | Annika Herlitz      |
| Bageren             | James Corden       | Daniel Sjöberg      |
| Askungen            | Anna Kendrick      | Mimmi Sandén        |
| Askungens prins     | Chris Pine         | Göran Gillinger     |
| Jacks mor           | Tracey Ullman      | Falina Örklentom    |
| Askungens stymor    | Christine Baranski | Jennifer Brown      |
| Stora stygga vargen | Johnny Depp        | Jonas Malmsjö       |
| Rödluvan            | Lilla Crawford     | Penny Dör           |
| Jack                | Daniel Huttlestone | Will Iggström       |
| Rapunzel            | MacKenzie Mauzy    | Molly Sandén        |
| Rapurzels prins     | Billy Magnussen    | Sebastian Karlsson  |